# Augustus Edward Dixon
Augustus Edward Dixon (* 1861 in Belfast, Irland; † 3. März 1946 in Sidcup, England) war ein irischer Chemiker.
Er studierte am Trinity College (Dublin), wo er 1881 seinen A.B. und 1885 seinen M.B. und M.D. erwarb, und in Berlin. 1889 wurde er Professor für Chemie am Queen’s College in Galway. Von 1891 bis zu seiner Emeritierung 1924 war er Professor für Chemie am Queen’s College in Cork.

## Quelle
- T. Percy C. Kirkpatrick: Irish Medical Obituary. In: Irish Journal of Medical Science. Band 21, Nr. 7, 1946, S. 242–244, doi:10.1007/BF02952447 (englisch).

| Personendaten    | Personendaten          |
| ---------------- | ---------------------- |
| NAME             | Dixon, Augustus Edward |
| KURZBESCHREIBUNG | irischer Chemiker      |
| GEBURTSDATUM     | 1861                   |
| GEBURTSORT       | Belfast                |
| STERBEDATUM      | 3. März 1946           |
| STERBEORT        | Sidcup                 |